# Pittura analitica
La Pittura analitica (chiamata anche in altri modi, da Nuova pittura a Pittura pittura a Fundamental Painting) fu un movimento artistico che si era sviluppato in Italia verso la fine degli anni sessanta.

## Contesto culturale e genesi

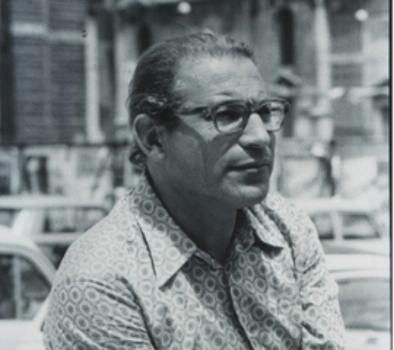
Filiberto Menna

La Pittura analitica è stata una corrente a cui si erano accostati diversi artisti in reazione ai dettami sostenuti dall’Arte concettuale che considerava superato il mezzo della pittura. 
Le istanze erano volte alla salvaguardia della pittura come mezzo espressivo, da più parti considerata sulla via dell'estinzione, partendo tuttavia da una sua ridefinizione, se non addirittura da una strutturale rifondazione. 
I seguaci della Pittura analitica infatti erano convinti che la pittura avesse ancora molto da esprimere e, al contempo, dando importanza all’analisi e alla conoscenza esatta dei mezzi espressivi dell'artista, dipingevano per così dire in maniera concettuale. In questo modo la pittura analitica da un lato diventa essa stessa l'oggetto d'indagine dell'artista e, nel contempo, perde ogni connotato di referenzialità, di riferimento naturalistico o anche semplicemente realistico. 
Analoghi programmi erano da tempo attivi negli ambienti artistici francesi (Daniel Buren, Olivier Mosset, Michel Parmentier, Niele Toroni e il gruppo Support/Surface), statunitensi (Robert Mangold, Brice Marden e Robert Ryman) e di altri Paesi europei. In Italia gli artisti sensibili a queste tematiche di rinnovamento si trovavano spaccati fra le spinte concettualistiche, con i cui esponenti condividevano gli intenti, e il retaggio della Pop art, alla quale erano accomunati dall'uso dei medesimi materiali e mezzi espressivi. La pittura analitica nacque in quel contesto, avendo come riferimento culturale la figura di Filiberto Menna.

## Caratteristiche

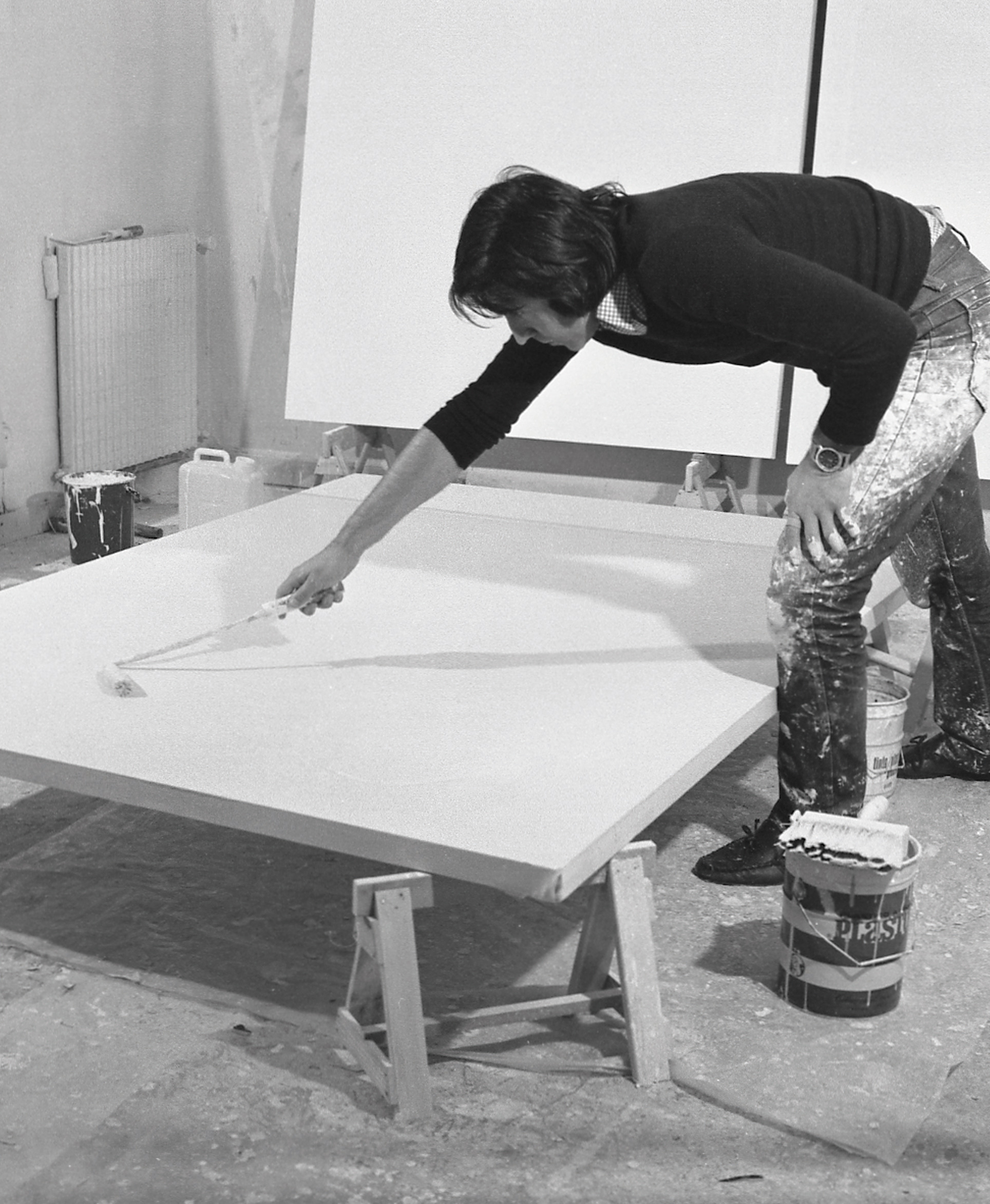
Gianfranco Zappettini mentre dipinge un quadro integralmente bianco (Genova, 1973)

La pittura analitica si propose di condurre un'analisi delle componenti materiali della pittura (tela, cornice, materia, colore e segno) e del rapporto materiale che intercorre fra l'opera come oggetto fisico e il suo autore. La pittura diventò quindi oggetto di indagine di se stessa e perse la referenzialità che la legava alla realtà (nella pittura figurativa), all'espressività (nella pittura astratta) e al significato sotteso (nell'arte concettuale). La riflessione sulla pittura da parte dell'artista divenne di conseguenza contestuale alla sua creazione, e l'espressione «Pittura-pittura» fu funzionale a sottolinearne l'assolutezza e l'essenza allo stato puro.